# Platysma

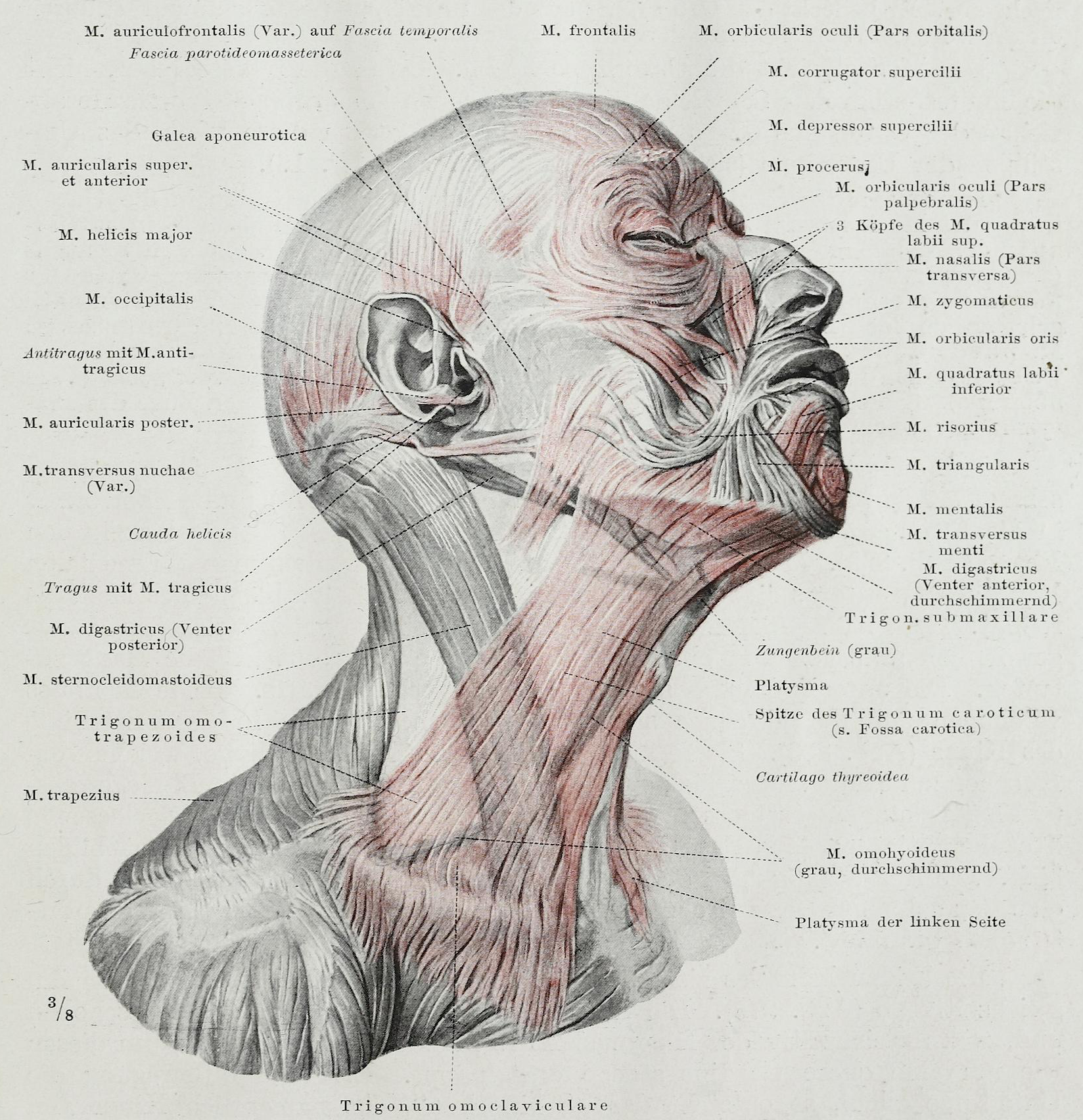
Das Platysma und entwicklungsgeschichtlich verwandte Muskeln rot gefärbt. (Braus 1921, S. 773).

Das Platysma (gr. πλάτυσμα „Platte“, platys = breit) ist ein Hautmuskel (Musculus cutaneus) des Halses. Der Muskel liegt zwischen Haut und der oberflächlichen Halsfaszie, hat also keinen direkten Kontakt zum Skelett. Er kann der mimischen Muskulatur zugeordnet werden. Entwicklungsgeschichtlich ist er bei einigen Säugetieren als M. sphincter colli (Halsbinder) zu finden, der sich z. T. auf den ganzen Rumpf ausbreitet.
Innerviert wird das Platysma durch den Ramus colli des Nervus facialis.

## Embryologie (Entwicklungsgeschichte)
Entwicklungsgeschichtlich leitet sich das Platysma aus dem Mesenchym des zweiten Kiemenbogens ab. Insgesamt ist das Platysma beim Menschen als Relikt des Panniculus carnosus („Fleischhemd“) zu sehen, welches – etwa bei Rindern – dazu dient, „durch regionales Hautzucken Insekten verscheuchen zu können“.

## Deskriptive Anatomie

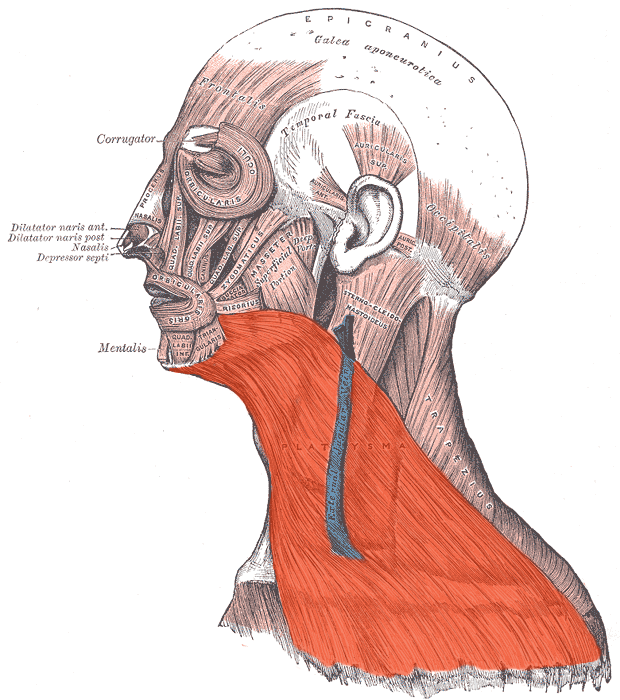
Platysma in der Darstellung nach Gray mit ungewöhnlich breitem Verlauf (Varietät).

Beim Menschen ist das Platysma eine sehr dünne (circa 2 mm dicke), unmittelbar unter der Halshaut extrafaszial liegende, breite Muskelplatte von etwa viereckiger Form. Im Detail lässt sich in einen Kopf-, einen Hals- und einen Brustteil des Muskels unterscheiden, wobei aus dem Kopfteil auch andere mimische Muskeln hervorgehen.
Der Muskel beginnt am Unterkieferrand und reicht über die Clavicula hinweg bis in die Höhe der zweiten bis dritten Rippe. Die mediale Hälfte entspricht an der Außenfläche der Mandibula dicht über dem Rand. Der laterale Teil setzt sich in die Gesichtshaut (Wangen und Umgebung der Mundspalte) fort. Hier liegt es als dünne, zusammenhängende Muskelplatte der Fascia parotideomasseterica auf und steht mit den benachbarten Muskeln in Verbindung. Die vorderen Ränder beider Muskeln überkreuzen sich oft unter dem Kinn, nach abwärts divergieren sie. Der hintere Rand des Muskels zieht vom Angulus mandibulae strähnig bis in die Gegend des Acromions und strahlt in die obere Brusthaut ein.
Das Platysma bedeckt die Lamina superficialis der Halsfaszie und beinahe alle vorderen Halsmuskeln; meist lässt es den mittleren Halsbereich frei. Da es im Halsbereich fest mit der Subkutis verbunden ist, kann es durch starkes Seitwärtsschieben des Kiefers sichtbar gemacht werden. Hierbei können mitunter bereits durch die Haut einzelne Muskelfaserbündel angeschaut werden. Das Platysma wird von Hautnerven und -gefäßen perforiert.
Das ständige Sichtbarwerden des Platysma ist charakteristisch für den alten Menschen: Durch die Atrophie der Muskelfaserbündel, welche durch straffes Bindegewebe miteinander verbunden sind, werden Längsfalten im vorderen Halsbereich bereits bei erschlaffter Haut sichtbar.

## Funktionelle Anatomie
Das Platysma verschiebt (wie die anderen mimischen Muskeln) die Haut. Es ist bei Schmerz- und Schreckreaktionen, Ausdruck von Ekel oder einer angespannten Mimik aktiv. Es kann reflektorisch die gesamte Haut des Halses zusammenziehen und damit vorwölben, da es keinen geradlinigen Verlauf besitzt.
Der Muskel kann den Unterkiefer oder manchmal auch den Mundwinkel nach abwärts und nach lateral ziehen, etwa beim Zähne fletschen. So kann er etwa auch beim Rasieren aktiv angespannt werden. Des Weiteren hilft er bei der Kieferöffnung und -seitverschiebung durch Depression des Unterkiefers. Durch seine Einstrahlung in die Brustfaszie zieht der Muskel die Brustwand hoch und kann die Brustdrüse etwas anheben. Durch reflektorische Tonusänderungen des Platysma bleibt die Gesichtshaut dem Einfluss benachbarter Hautverschiebungen entzogen und dadurch von der Rumpfbewegung unabhängig.
Ferner erleichtert das Platysma die Bewegung des Kehlkopfs und den Blutfluss in den großen Halsvenen.

## Klinische Anatomie
Aufgrund seiner oberflächlichen Lage und seiner guten Verschieblichkeit wird das Platysma als Deckungsmaterial bei operativen Eingriffen im Kopf-Hals-Bereich (Verschiebeplastiken bei Tumoroperationen oder bei Verbrennungen) verwendet.

## Varietäten
Das Platysma ist in seiner Ausprägung sehr variabel. Muskelfaserbündel, welche bis in die Nackengegend reichen, werden als Musculus transversus nuchae bezeichnet. Diese ziehen in der Regel quer über die Ansatzsehne des Trapezius und des Sternocleidomastoideus.

## Vergleichende Anatomie
Bei den Haustieren kommt ein Platysma nur bei Raubtieren (Hund, Katze) und bei Schweinen vor. Hier endet es nicht am Thorax, sondern zieht nach hinten-oben zur Nackenlinie.
Bei Raubtieren wird es durch zwei zusätzliche Halshautmuskeln komplettiert. Der Musculus sphincter colli superficialis besteht aus querverlaufenden Muskelfasern und erstreckt sich auf das gesamte Gebiet zwischen Unterkiefer und Brust. Der Muskel dient der Straffung der Haut an der Halsunterseite. Der Musculus sphincter colli profundus der Raubtiere liegt unter dem Platysma im Gebiet der Ohrspeicheldrüse (Regio parotidea). Diese Zweischichtung des Muskels ist gelegentlich auch noch bei Menschen darstellbar.
Bei Huftieren ist kein Platysma ausgebildet. Ein Hautmuskel ist bei ihnen nur im hinteren Halsbereich ausgebildet und wird als Musculus cutaneus colli bezeichnet. Er besteht aus schräg verlaufenden Muskelfasern, die den hinteren Teil der Drosselrinne überdecken.